# Wuxing
För andra betydelser, se Wuxing (olika betydelser).
Wuxing är ett av två stadsdistrikt i Huzhous stad på prefekturnivå, och är beläget i provinsen Zhejiang i östra Kina. Det ligger omkring 68 kilometer norr om provinshuvudstaden Hangzhou.
Befolkningen uppgick till 757 165 invånare i slutet av 2010. Wuxing var tidigare en del av distriktet Shixia, vilket på senare år delats upp i de två distrikten Wuxing och Nanxun. 